# Mittelmeerspiele 2022/Ringen
Bei den Mittelmeerspielen 2022 in Oran, Algerien, fanden vom 26. bis 29. Juni insgesamt 17 Wettbewerbe im Ringen statt, davon acht bei den Männern und sechs bei den Frauen. Austragungsort war die EMEC Expositions Palace Hall.

## Bilanz

### Medaillenspiegel
| Platz  | Land           | Gold | Silber | Bronze | Gesamt |
| ------ | -------------- | ---- | ------ | ------ | ------ |
| 1      | Türkei         | 7    | 5      | 2      | 14     |
| 2      | Serbien        | 2    | —      | 1      | 3      |
| 3      | Frankreich     | 1    | 3      | 4      | 8      |
| 4      | Ägypten        | 1    | 2      | 6      | 9      |
| 5      | Algerien       | 1    | 2      | —      | 3      |
| 6      | Tunesien       | 1    | 1      | 3      | 5      |
| 7      | Albanien       | 1    | —      | 1      | 2      |
| 7      | Griechenland   | 1    | —      | 1      | 2      |
| 7      | Nordmazedonien | 1    | —      | 1      | 2      |
| 7      | San Marino     | 1    | —      | 1      | 2      |
| 11     | Italien        | —    | 3      | 3      | 6      |
| 12     | Spanien        | —    | 1      | 2      | 3      |
| 13     | Kroatien       | —    | —      | 1      | 1      |
| 13     | Zypern         | —    | —      | 1      | 1      |
| Gesamt | Gesamt         | 17   | 17     | 27     | 61     |

### Medaillengewinner
Männer
| Disziplin                 | Gold                    | Silber             | Bronze                                     |
| ------------------------- | ----------------------- | ------------------ | ------------------------------------------ |
| Freistil                  |                         |                    |                                            |
| –57 kg                    | Muhammet Karavuş        | Levan Vartanov     | Studd Morris                               |
| –65 kg                    | Zelimkhan Abakarov      | Yehia Hafez        | Vladimir Egorov Stevan Mićić               |
| –74 kg                    | Amr Reda Hussen         | Samet Ak           | Islam Dudaev Malik Amine                   |
| –86 kg                    | Myles Amine             | Fatih Erdin        | Akhmed Aibuev Choiras Charalambos          |
| –97 kg                    | Magomedgaji Nurov       | Feyzullah Aktürk   | Mohamed Saadaoui                           |
| –125 kg                   | Magomedgadzhi Nurasulov | Abraham Conyedo    | Salim Ercan Youssif Hemida                 |
| Griechisch-römischer Stil |                         |                    |                                            |
| –60 kg                    | Kerem Kamal             | Léo Tudezca        | Haithem Mahmoud Ruben Marvice              |
| –67 kg                    | Murat Fırat             | Ishak Ghaiou       | Omar Abdelrahman Gagik Snjoyan             |
| –77 kg                    | Viktor Nemeš            | Abdelkrim Ouakali  | Georgios Prevolarakis Antonio Kamenjašević |
| –87 kg                    | Bachir Sid Azara        | Mirco Minguzzi     | Ali Cengiz Noureldin Hassan                |
| –130 kg                   | Osman Yıldırım          | Abdellatif Mohamed | Amine Guennichi                            |

Frauen
| Disziplin | Gold                 | Silber          | Bronze                              |
| --------- | -------------------- | --------------- | ----------------------------------- |
| –50 kg    | Evin Demirhan        | Julie Sabatié   | Sarra Hamdi                         |
| –53 kg    | Maria Prevolaraki    | Zeynep Yetgil   | Marina Rueda Flores Shaimaa Mohamed |
| –57 kg    | Bediha Gün           | Siwar Bousetta  | Tatiana Salah                       |
| –62 kg    | Marwa Amri           | Améline Douarre | Lydia Pérez                         |
| –68 kg    | Pauline Lecarpentier | Buse Tosun      | Dalma Caneva                        |
| –76 kg    | Yasemin Adar         | Enrica Rinaldi  | Samar Amer Kendra Dacher            |